# Lars Nyberg (neurobiolog)

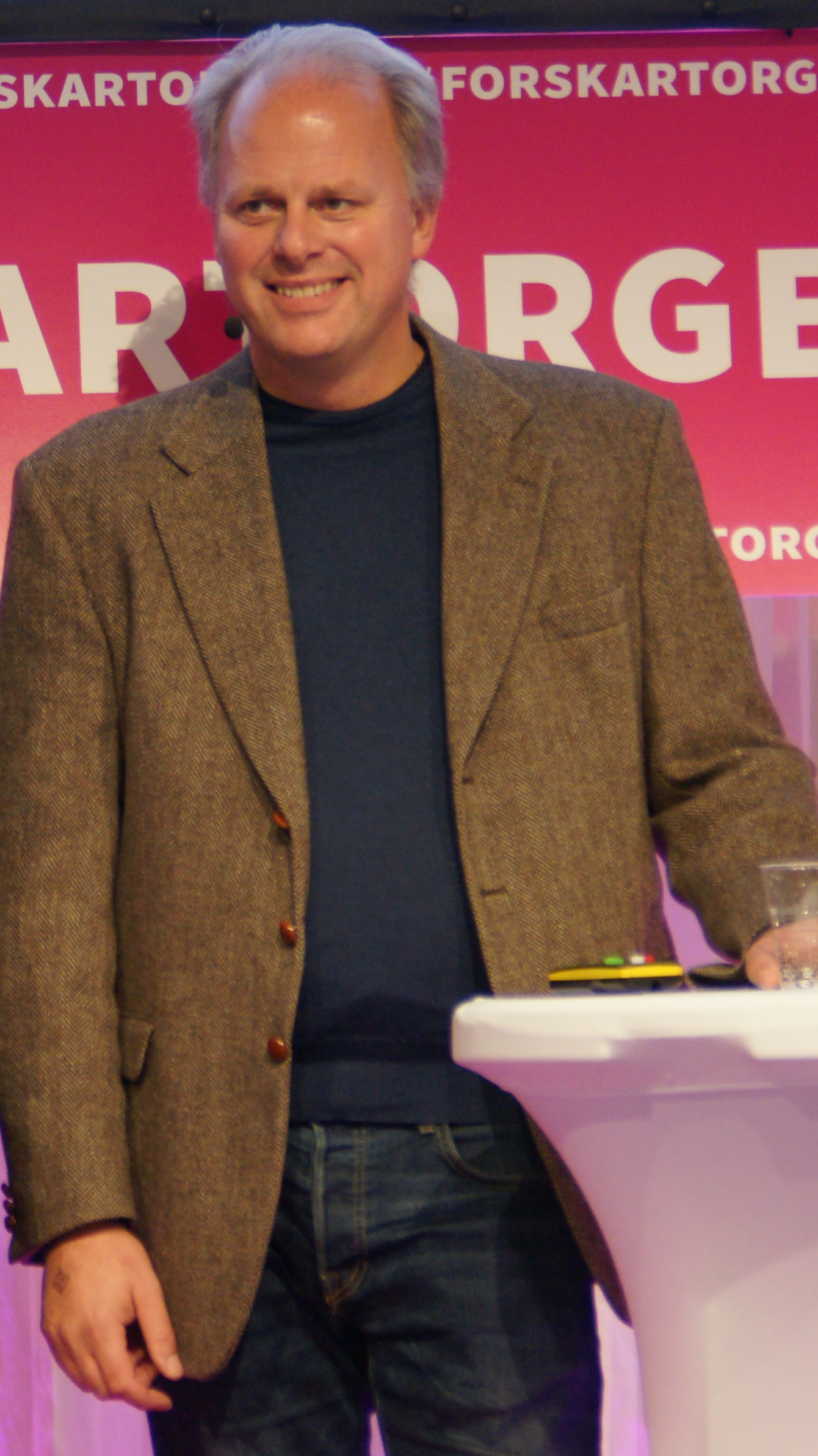
Lars Nyberg på Bokmässan 2016.

Lars Nyberg, född 1966, är en svensk neurofysiolog.
Nyberg disputerade 1993 med avhandlingen The enactment effect: studies of a memory phenomenon vid Umeå universitet, där han är professor i psykologi och neurovetenskap, vid Institutionen för integrativ medicinsk biologi. Han har tidigare innehaft en professur i psykologi.
Hans forskningsområde gäller organisationen i hjärnan av olika kognitiva funktioner, genom studier med hjärnavbildningsmetoder, och han är föreståndare för Umeå centrum för funktionell hjärnavbildning (UFBI).
Några pågående forskningsprojekt är Den lärande hjärnan (lett av psykologen Bert Jonsson), Statistiska metoder för studier av kognitiv åldrande: kognitionstester och hjärnavbildning (lett av statistikern Xavier de Luna) och Att lära matematik genom imitativa och kreativa resonemang (lett av matematikern Johan Lithner).
Lars Nyberg invaldes 2008 som ledamot av Kungliga Vetenskapsakademien (KVA), i klassen för samhällsvetenskaper – där akademiens beteendevetare återfinns. Sedan 2013 är han Umeå universitets deltagare i EU:s stora forskningsinitiativ The Human Brain Project.

## Publikationer (i urval)
- Nyberg, Lars (1993) (på engelska). The enactment effect: studies of a memory phenomenon. Umeå: Univ. Libris 7615976. ISBN 91-7174-774-5
- Cabeza Roberto, Nyberg Lars, Park Denise C., red (2005) (på engelska). Cognitive neuroscience of aging: linking cognitive and cerebral raging. Oxford: Oxford University Press. Libris 9390628. ISBN 0-19-515674-9
- Nyberg, Lars (2009). Kognitiv neurovetenskap: studier av sambandet mellan hjärnaktivitet och mentala processer (2., [utökade] uppe.). Lund: Studentlitteratur. Libris 11369564. ISBN 9789144051550
- Nyberg, Lars; Nilsson Lars-Göran, Letmark Peter (2016). Det åldrande minnet: nycklar till att bevara hjärnans resurser (1. utg.). Stockholm: Natur & kultur. Libris 19404485. ISBN 9789127143111

## Utmärkelser (i urval)
- 2007 – Göran Gustavsson-priset i medicin
- 2009 – Wallenberg Scholars, ett  forskningsanslag från Knut och Alice Wallenbergs stiftelse på 15 miljoner kronor under fem år [5]
- 2011 – Söderbergs donationsprofessur i medicinsk forskning (KVA) [6]
- 2017 – Skytteanska samfundets stora pris [7]